# بخش مرکزی شهرستان گیلانغرب
بخش مرکزی شهرستان گیلانغرب یکی از بخشهای تابعه شهرستان گیلانغرب در استان کرمانشاه در غرب ایران است.

## تقسیمات کشوری
- بخش مرکزی
  - دهستان چله
  - دهستان حومه
  - دهستان دیره
  - دهستان ویژنان

شهرها: گیلانغرب

## جمعیت
بنابر سرشماری مرکز آمار ایران، جمعیت بخش مرکزی شهرستان گیلان غرب در سال ۱۳۸۵ برابر با ۴۱۹۷۱ نفر بوده‌است.

## روستاها
روستاهای بخش مرکزی شهرستان گیلانغرب:
- - دهستان چله

سراب
طایفه همت حسن پور
سنگ کرموشیرزادی
طایفه شیرزادی
بان میدان عبداله
کاسه گران
کلاه درازسفلی
کلاه درازعلیا
چشمه مورینه
کلاه درازوسطی
میرزا اباد
پشته سماوات
تازه ابادبطی
تازه ابادحیدربیگی
تازه ابادصیدعلی
چشمه پهن رشید
زاغه علی کرم
زینل خان
بشیرابادبطی
چشمه پهن فریدون
قمراعلی
کولسوند
هوشیارچله
عبدالعزیز
طایفه حضرتسلیمان
چشمه پهن علیشاه
وارگه سفلی
وارگه علیا
چشمه سنگی روتوند
چشمه کبود
چشمه گلینه
چشمه نظامی
خیرویس
دربندخیزان
سنگچین صالح
طایفه شاعران
ایل شیرزادی
اکبرجعفر
- - دهستان حومه

توران شهر
جابرسفلی
سرتیتان
علیرضاوندی
قاسم اباد
گاومخل ایوانی
گاومیش چران عرب
مرجان بابامراد
دارتوت صیادی
علی خان اباد
رویبان بزرگ
رویبان کوچک
اوزین فریدون
پشت تنگ کورک
کله پای قاسم
کله جوب اسفندیاری
گورسفید
مرجان قیطول
مرجان گمار
مودرازحسین
بینه گرد
شیخ سرخ الدین سفلی
شیخ سرخ الدین علیا
گرازان سفلی، ترشگیبان
گرازان علیا
گراویان سفلی
دارتوت رحیم
محمدرضاکیانی
مناف اباد
کله جوب کرمی
علی اباد
محمد کسانی نژاد
به ابادصالح
به ابادقباسیان
دندانه
سیاه گل
کله جوب سفلی
کله جوب علیایک
میرابه
کله جوب علیادو
- - دهستان دیره

امامقلی
انجاورود
تنگ لانه بان صفر نیازی
جوبباغان علیا
چمن گلین
شاهمار
مزرعه بن طاوی
نجارگلین
شلین
گلین اله مراد
جوبباغان سفلی
دارابی
داروند۱
داروند۲
داروند۳
سنگ درمیان سفلی
سنگ درمیان علیا
شهرک جوب باغان
گلوزی
گلوزی داود
افشاراباد
بطیاراحمد
شنقال خالدی
شیشه راه
میان رود
نساردیره
روی لینک زیر کلیک کنید و عکسهای نساردیره را ببینید.(عباس-علی ویسی)
https://web.archive.org/web/20110719202524/http://www.panoramio.com/photo/14060138
نساردیره سفلی
علیجان
- - دهستان ویژنان

باونمکر
سیاه سیاه
قروتک
قشقه
مورت سبز
نیان
چم سورک سفلی
چم سورک وسطی
گل خیرک علیا
مورتهادی
گل خیرک سفلی
پنجعلی
داربیدحسین علی
داربیدعلی اکبر
داربیدنظرعلی
سرحال شیرزادی
قیلان
اهنگران
میان راه
میرمیراب سفلی
میرمیراب علیا
فالوشن